# Wiązadło strunociągu
Wiązadło strunociągu (także folga, potocznie piąta struna) – w instrumentach smyczkowych jest to żyłka służąca do mocowania strunnika do guzika, który przytwierdzony jest u dołu pudła rezonansowego.